# Kalinga Stadium
Das Kalinga Stadium ist ein Fußballstadion mit Leichtathletikanlage in der indischen Stadt Bhubaneswar, der größten Stadt im Bundesstaat Odisha, im Osten des Landes. Kalinga war ein Königreich auf dem Gebiet von Odisha und nördlichen Teilen von Andhra Pradesh. Das Stadion mit 15.000 Plätzen befindet sich auf einem Gelände, auf dem weitere Sportstätten zur Verfügung stehen. Eine zweite große Spielstätte ist das Hockeystadion Kalinga Hockey Stadium mit 16.000 Plätzen. Des Weiteren ist der Komplex für verschiedenste Sportarten u. a. mit einem Trainingsplatz mit einer weiteren Leichtathletikanlage und 2000 Plätzen, einem Sportbad, einem Schießstand, Kletteranlagen sowie Badminton- und Tennisplätzen (Hart- und Sandplatz) ausgestattet.

## Geschichte
Die Grundsteinlegung für die Anlage wurde 1978 von Biju Patnaik, dem früheren Chief Minister von Odisha (Orissa), durchgeführt. Die Leichtathletik-Asienmeisterschaften 2017 wurden vom 6. bis 9. Juli des Jahres im Stadion in Bhubaneswar veranstaltet. Zuvor hatte sich der benachbarte Bundesstaat Jharkhand mit der Hauptstadt Ranchi Anfang des Jahres von der Austragung zurückgezogen. Odisha mit Bhubaneswar sprang ein und das Stadion musste innerhalb von nur 90 Tagen in ein vollwertiges Leichtathletikstadion umgebaut werden. Im Hauptstadion und auf dem Trainingsplatz wurde eine neue Leichtathletikanlage verlegt. Die Flutlichtanlage auf vier Masten wurde aus Italien eingeflogen. Hinzu kamen 3000 m² Rasen in und um das Stadion sowie 5000 neue Sitzplätze. Der Umbau wurde vor der Frist vom 31. Mai fertiggestellt. Am 5. Juli, einen Tag vor dem Beginn der Leichtathletik-Asienmeisterschaften, wurde das Stadion mit 15.000 Zuschauern auf den Rängen wiedereröffnet. Seit 2018 trägt der Fußballverein Indian Arrows aus der I-League seine Heimspiele im Kalinga Stadium aus. Im Jahr darauf stieß der Odisha FC aus der Indian Super League (ISL) hinzu. Im Februar 2019 wurde der Women’s Gold Cup, ein Fußballturnier mit den Frauenfußballnationalmannschaften von Indien, vom Iran, Myanmar und Nepal, in Bhubaneswar ausgetragen. Das Endspiel gewann Myanmar gegen die nepalesische Mannschaft mit 3:1. Die U-17-Fußball-Weltmeisterschaft der Frauen sollte 2021 in Indien stattfinden. Aufgrund der COVID-19-Pandemie wurde sie um ein Jahr auf 2022 verschoben. Wie schon zur WM 2021 soll das Kalinga Stadium eines von diesmal drei Stadien der Titelkämpfe sein. Im Juli/August wurde die U-20-Fußball-Südasienmeisterschaft 2022 im Kalinga Stadium ausgespielt. Der Gastgeber Indien bezwang im Endspiel vor 7642 Zuschauern die Mannschaft aus Bangladesch nach Verlängerung mit 5:2.
Das Kalinga Hockey Stadium ist Austragungsort von Spielen der Hockeynationalmannschaft der Herren und der Damen sowie des Odisha Hockey Team. 2014 wurde die Champions Trophy der Herren in Bhubaneswar ausgetragen. Die 2018 war das Kalinga Hockey Stadium Spielort der Feldhockey-Weltmeisterschaft der Herren. 2023 soll das Stadion abermals Schauplatz der Weltmeisterschaft sein.
2020 war die Anlage Schauplatz der Mehrsportveranstaltung Khelo India University Games.

## Hochleistungszentren
Das Areal beherbergt Hochleistungszentren (englisch High Performance Centres, kurz: HPC) für mehrere Sportarten. Das Stadion und die weitere Ausstattung gehören zu den modernsten Sportanlagen Indiens.
- Abhinav Bindra Targeting Performance (ABTP)[7]
- Dalmia Bharat Gopichand Badminton Academy[8]
- Odisha JSW Swimming High Performance Centre (OJSHPC)[9]
- Khelo India State Centre of Excellence (KISCE) für Leichtathletik, Hockey und Gewichtheben[10]
- KJS Ahluwalia and Tenvic Sports HPC (Gewichtheben)
- Odisha Naval Tata Hockey High Performance Centre (ONTHHPC)[11]
- Odisha Aditya Birla and Gagan Narang Shooting HPC (Schießsport)[12]
- Reliance Foundation Odisha Athletics HPC[13]
- SAI Regional Badminton Academy[14]
- Udaan Badminton Academy (wurde 2019 vom Zyklon Fani schwer beschädigt)[15]
- AIFF High Performance Centre (Fußball)[16]

## Galerie

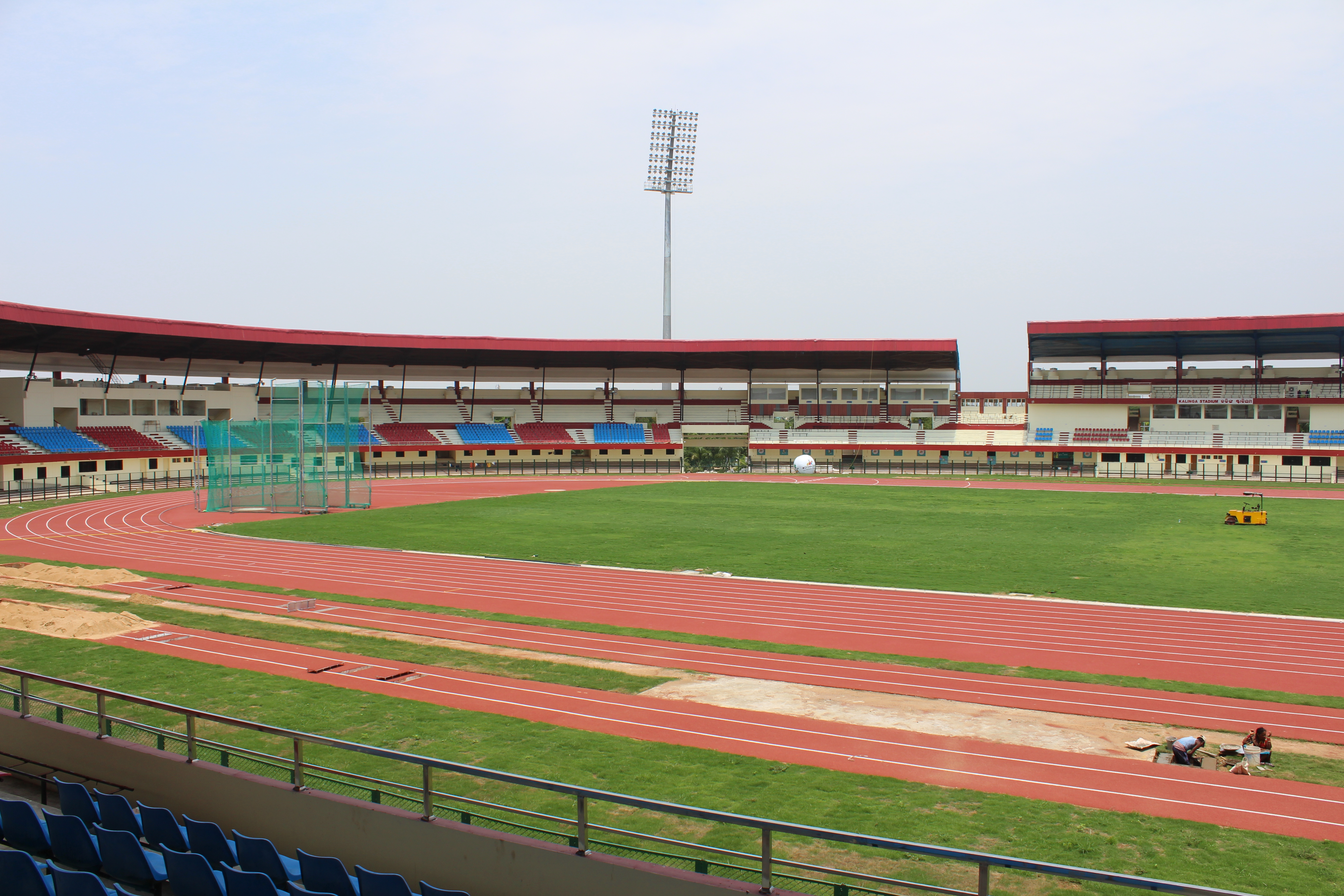
Blick in das Stadion vor der Leichtathletik-Asienmeisterschaften 2017
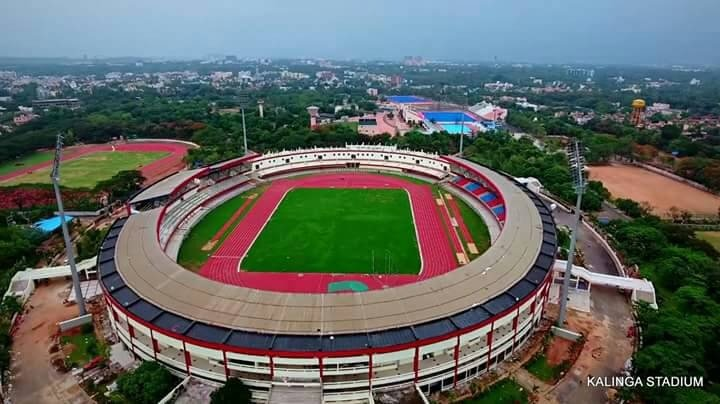
Im Vordergrund das Kalinga Stadium und links daneben der Trainingsplatz im Juni 2017
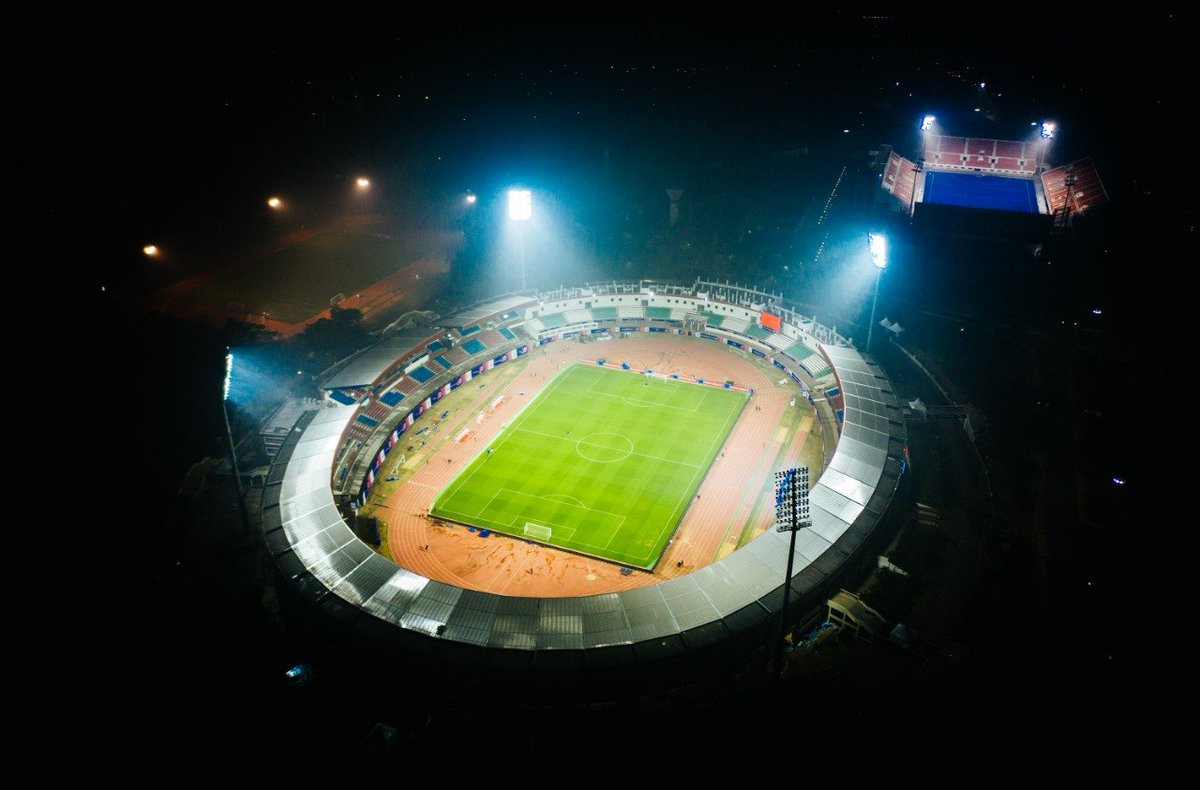
Die erste Heimpartie des Odisha FC im Kalinga Stadium der ISL gegen den Jamshedpur FC im Dezember 2019. Dahinter liegt das erleuchtete Hockeystadion.
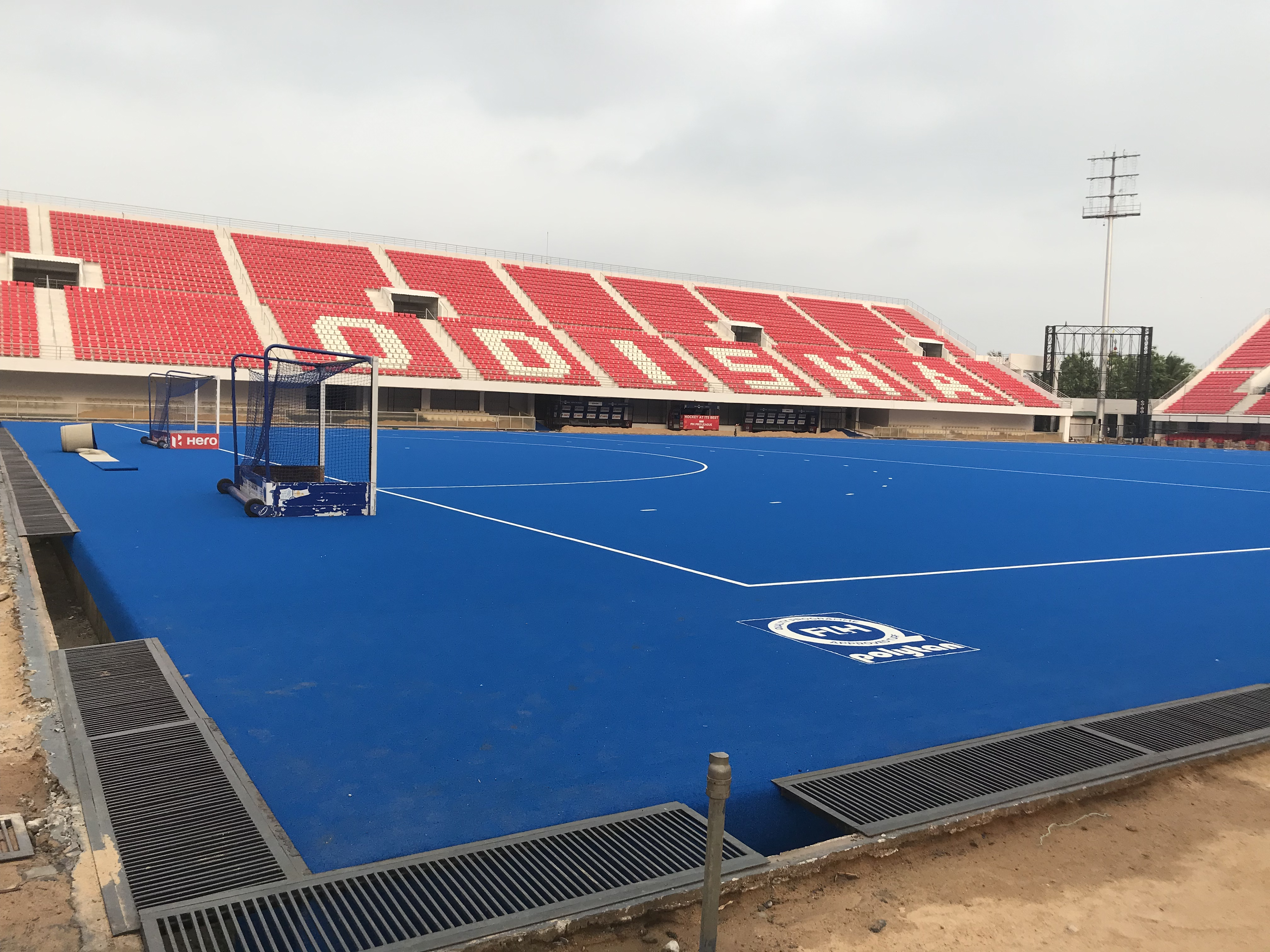
Das Kalinga Hockey Stadium im Juni 2022
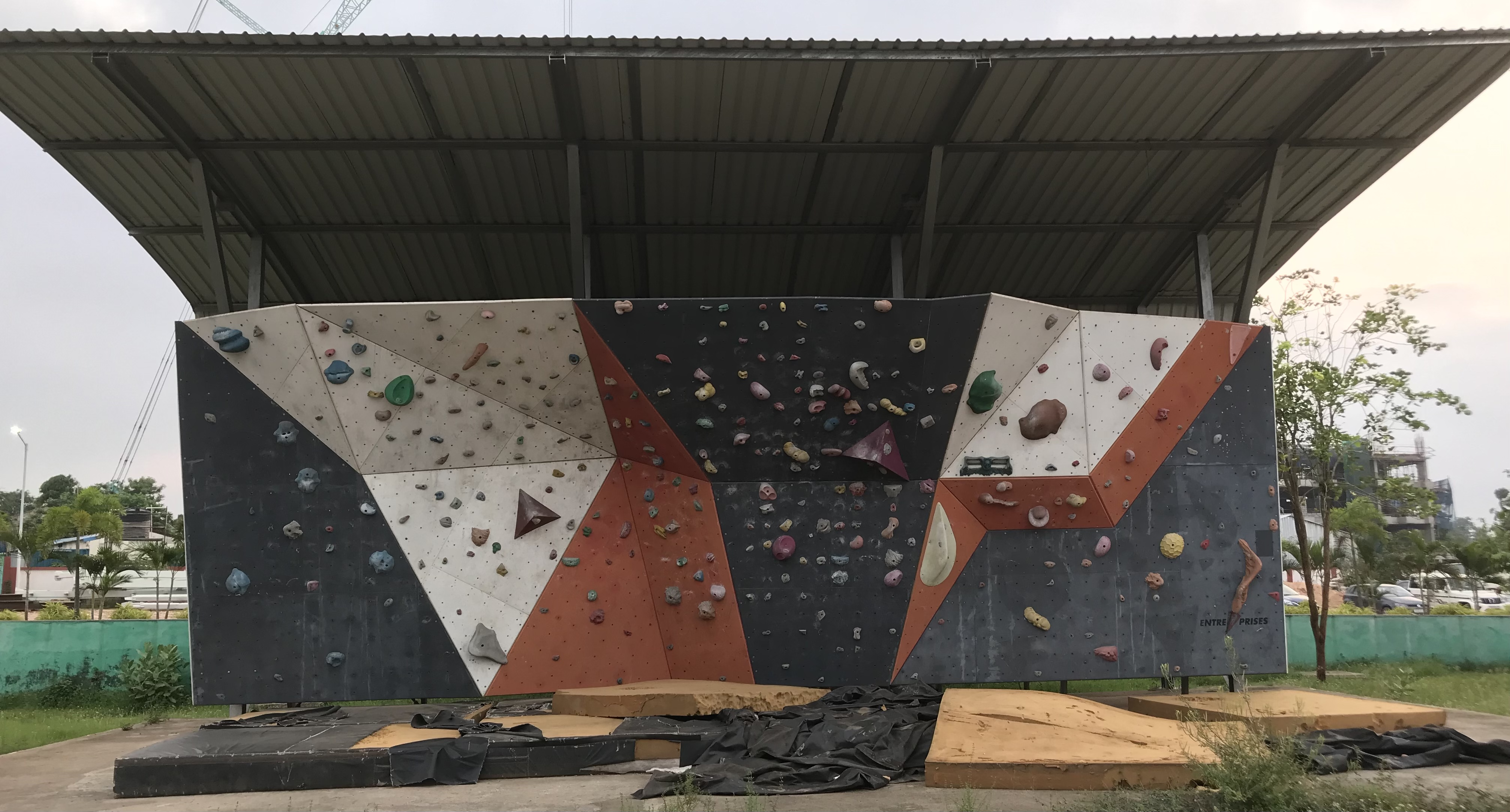
Ein Kletterfelsen für Kinder (Juni 2022)
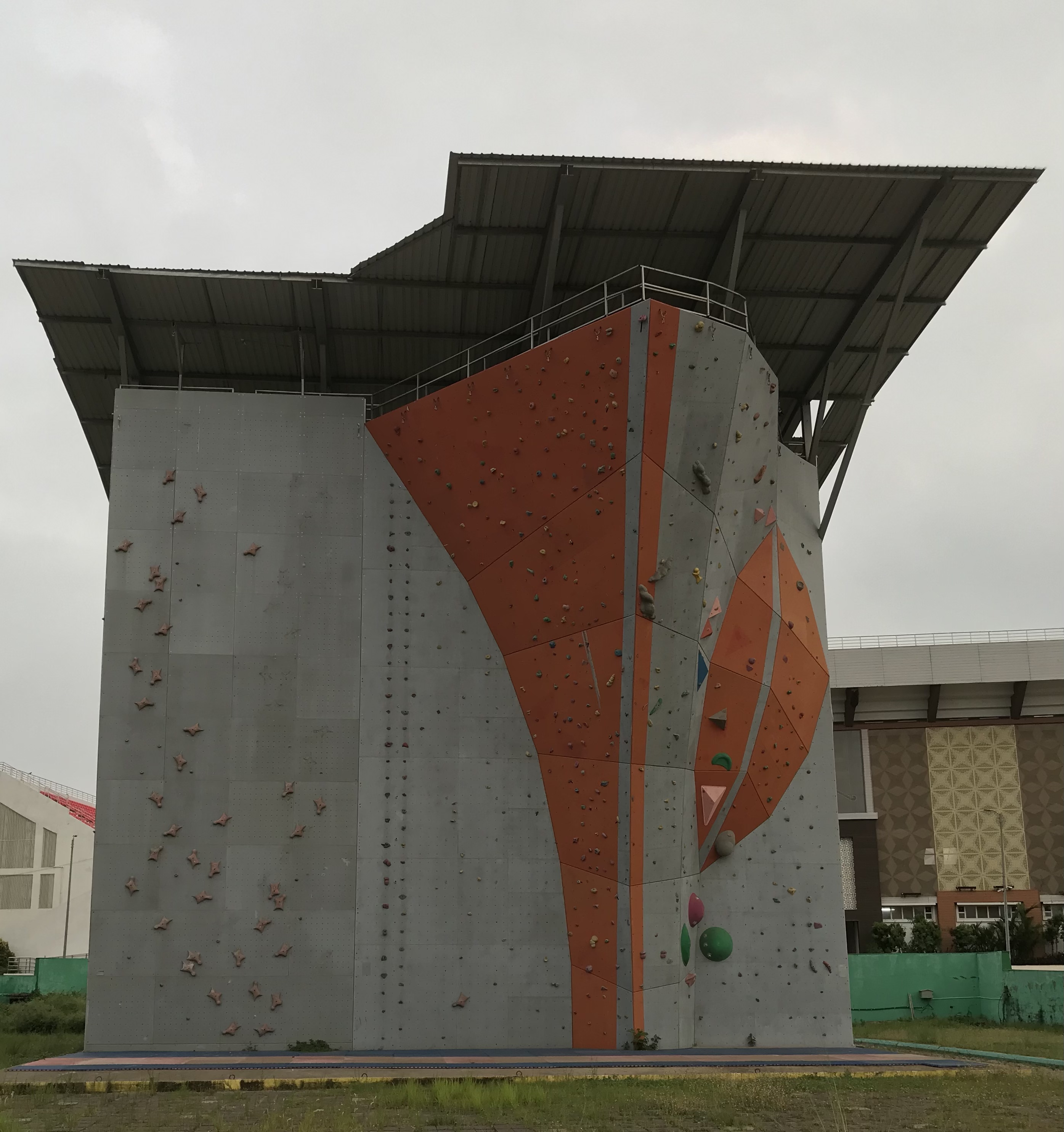
Ein Kletterfelsen für Erwachsene (Juni 2022)
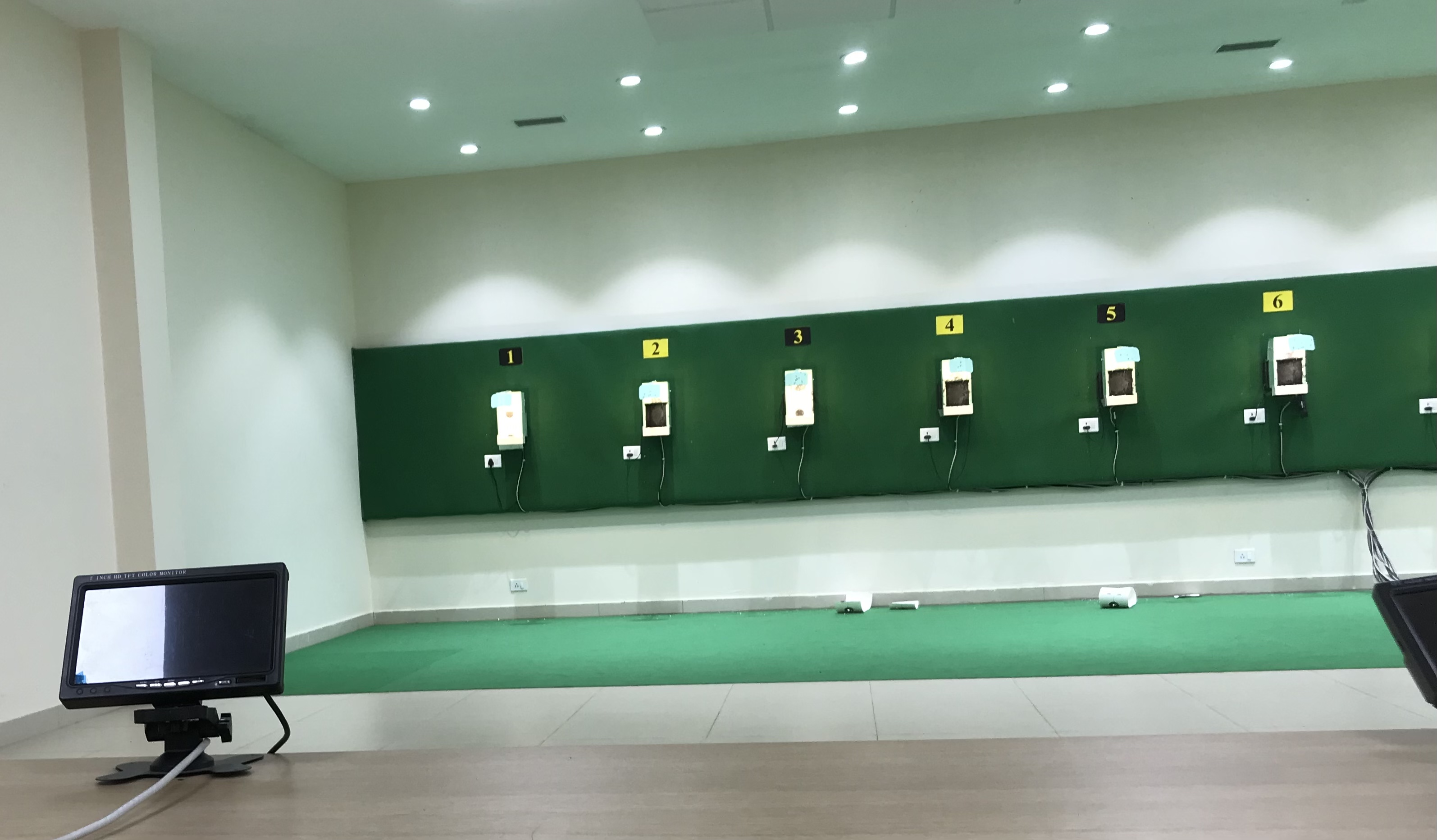
Ein Bereich im Schießstand (Juni 2022)